# Суннюн
Суннюн (кор. 숭늉) — корейский традиционный напиток, который получают после приготовления риса.
После выкипания воды при приготовлении риса в кастрюле или казане, на дне посуды образуется тёмная хрустящая рисовая корочка — нурунджи (кор. 누룽지). При этом надо следить, чтобы корочка не слишком почернела. После этого в кастрюлю добавляют воду и дают покипеть до тех пор, пока напиток не возьмёт в себя вкус нурунджи. Традиционно суннюн подают после еды для улучшения пищеварения, но также напиток может заменять полноценный завтрак для людей, страдающих отсутствием аппетита по утрам.
Напиток утратил былую популярность с появлением электрических рисоварок, которые не позволяют рису подгорать. Однако в конце XX века суннюн стал потихоньку возвращать былые позиции, появились также рисоварки с функцией изготовления нурунджи.